# Massimo Codol
Massimo Codol, né le 27 février 1973 à Lecco, est un coureur cycliste italien, directeur sportif de l'équipe D'Amico Bottecchia.

## Biographie
Massimo Codol passe professionnel en 1998 au sein de l'équipe Mapei-Bricobi. L'année suivante, il intègre la Lampre-Daikin, avec laquelle il remporte en 2000 une étape du Tour du Pays basque et la Japan Cup. En 2001, il prend part au Tour d'Italie victorieux de son leader Gilberto Simoni.
En 2003, avec la Mercatone Uno, il réalise son meilleur Tour d'Italie en terminant quinzième, derrière son leader Marco Pantani.
Ayant rejoint l'équipe Acqua & Sapone, il participe à son neuvième Tour d'Italie en 2007, durant lequel il termine notamment sixième au Monte Zoncolan.
En 2014, il a la particularité d'être coureur et directeur sportif de la nouvelle équipe italienne Area Zero.

## Palmarès

### Palmarès amateur
- 1996
  - Coppa Papà Espedito
  - 2e de la Coppa Colli Briantei Internazionale
- 1997
  - Tour du Tessin :
    - Classement général
    - 2eb étape (contre-la-montre)

  - 6e et 10e étapes du Girobio
  - Cronoscalata Gardone Val Trompia-Prati di Caregno
  - Gran Premio Capodarco

### Palmarès professionnel
- 2000
  - 1re étape du Tour du Pays basque
  - Japan Cup
  - 2e du Tour d'Émilie
  - 8e du Tour de Lombardie
- 2002
  - 5e de Liège-Bastogne-Liège
- 2005
  - 1reb étape de la Semaine internationale Coppi et Bartali (contre-la-montre par équipes)
- 2008
  - 3e de la Clásica de Alcobendas

## Résultats sur les grands tours

### Tour d'Italie
12 participations
- 1998 : 32e
- 1999 : abandon (21e étape)
- 2000 : 47e
- 2001 : 37e
- 2002 : non-partant (14e étape)
- 2003 : 15e
- 2004 : 69e
- 2005 : 119e
- 2007 : 23e
- 2009 : abandon (16e étape)
- 2010 : 43e
- 2011 : 32e

### Tour d'Espagne
4 participations
- 1999 : 22e
- 2000 : 40e
- 2001 : 53e
- 2002 : 48e

## Classements mondiaux
| Année           | 2006 | 2007 | 2008 | 2009 | 2010 | 2011  | 2012  |
| --------------- | ---- | ---- | ---- | ---- | ---- | ----- | ----- |
| UCI Europe Tour | 571e |      | 220e |      | 765e | 1222e | 1136e |